# Ctenobelba marcuzzii
Ctenobelba marcuzzii är en kvalsterart som beskrevs av Sandór Mahunka 1974. Ctenobelba marcuzzii ingår i släktet Ctenobelba och familjen Ctenobelbidae. Inga underarter finns listade i Catalogue of Life.